# 8 마일
《8 마일》(8 Mile)은 2002년 미국에서 개봉된 힙합 영화이다. 래퍼 에미넴이 주연으로 출연했고, 조연으로 브리트니 머피, 킴 베이싱어 등이 출연했다.
이 영화는 실제로 에미넴이 살던 디트로이트를 배경으로 한 영화이며, 랩속에 그의 초기 커리어들을 볼 수 있다.영화는 또한 95년 디트로이트의 힙합씬을 연출하고 있으며, 흑인들에게 무시당하는 백인 래퍼인 '지미 스미스 주니어'(Jimmy Smith Junior) (예명:B-Rabbit 에미넴 역)을 주인공으로 하고 있다.
이 영화는 아카데미상 주제가상을 수여받았으며, 역사상 최초로 힙합 영화가 아카데미상에서 상을 받았던 이례적인 사례이며 가장 인기있는 힙합 영화이다.
대한민국에서는 2003년 2월 21일 개봉하였고, 2017년 5월 9일 디지털 리마스터링으로 재개봉했다.

## 줄거리
한때 미국 최고의 자동차도시로 경제적인 호황을 누렸지만 이제는 쇠잔하여 암울하게 변한 디트로이트에 사는 지미 스미스 주니어(에미넴)는 다른 빈민 흑인들과 마찬가지로 힙합을 암울한 생활의 탈출구이자 삶의 에너지로 삼고 있다. 결손가정 출신의 지미는 생계를 위해 자동차 부품 공장에서 일을 하지만 그의 친구들인 퓨처, 솔, DJ IZ, 체다 밥과 함께 언젠가는 성공하리라는 희망을 가지고 디트로이트 최고의 래퍼들이 모이는 힙합클럽의 랩 배틀(리듬에 맞춰 45초 동안 랩으로 상대방을 공격하는 것으로, 가장 재치 있게 공격한 사람이 승자가 된다)에 참가한다.
첫 시도에서 흑인들의 조롱과 멸시를 받으며 무참하게 패배한 지미는 여자친구 집에서 쫓겨나 알코올중독에 걸린 어머니 (킴 베이싱어)가 사는 트레일러 집으로 돌아온다. 그러나 그의 친구들과 여자친구 알렉스(브리트니 머피)의 배려로 다시 랩 배틀에 도전하여 챔피언으로 등극한다.
영화는 에미넴의 자전적 스토리를 바탕으로 한 영화로, 제목 8 마일은 디트로이트를 도시와 주변 도시로 나누는 '8 마일 로드'를 뜻하는데, 백인과 흑인, 부유층과 빈곤층을 나누는 경계, 자신이 속해 있고자 하는 계층과 실제 자신이 속한 억압된 환경을 가르는 선의 의미를 가지고 있다.

## 출연

### 주연
- 에미넴
- 킴 베이싱어
- 브리트니 머피
- 안소니 마키

### 조연
- 메키 파이퍼
- 에반 존스
- 오마 벤슨 밀러
- 유진 비어드
- 디앤젤로 윌슨

## 기타
- 미술: 필립 메시나
- 의상: 마크 브릿지
- 배역: 말리 핀